# Sơn Dương, Thương Lạc
Sơn Dương (chữ Hán phồn thể: 山陽縣, chữ Hán giản thể: 山阳县) là một huyện của địa cấp thị Thương Lạc, tỉnh Thiểm Tây, Trung Quốc. Quận này có diện tích 3515 km2, dân số năm 2002 là 420.000 người. Huyện Sơn Dương được chia thành 15 trấn và 15 hương. 
- Trấn: Thành Quan, Cao Bá, Trường Câu, Trung Thôn, Chiến Xuyên, Man Xuyên, Ngân Hoa, Nam Khoan Bình, Sắc Hà, Bản Nham, Ngưyên Tử, Hộ Gia Nguyên, Ngưu Nhĩ Xuyên, Dương Địa, Tiểu Hà Khẩu.
- Hương: Thập Lý, Ngũ Trúc, Vương Trang, Cát Điều, Thân Gia Điệt, Lưỡng Lĩnh, Tây Tuyền, Thiên Kiều, Vương Diêm, Thạch Phật Tự, Phật Quan, Diên Bình, Liên Hoa Trì, Hoàng Long, Nhị Dục Hà.